# Leonardo Fabbri
Leonardo Fabbri (ur. 15 kwietnia 1997 w Bagno a Ripoli) – włoski lekkoatleta, specjalizujący się w pchnięciu kulą. Uczestnik Letnich Igrzysk Olimpijskich 2020, wicemistrz świata (2023) i mistrz Europy (2024).
Rekord życiowy: 22,98 (14 września 2024, Bruksela) rekord Włoch, 5. wynik w historii światowej lekkoatletyki.

## Osiągnięcia
| Rok  | Zawody                               | Miejsce   | Rezultat | Konkurencja    | Wynik             | Źródło |
| ---- | ------------------------------------ | --------- | -------- | -------------- | ----------------- | ------ |
| 2013 | Olimpijski festiwal młodzieży Europy | Utrecht   | 3        | Pchnięcie kulą | 17,76 m           | [ 3 ]  |
| 2017 | Młodzieżowe Mistrzostwa Europy       | Bydgoszcz | 7        | Pchnięcie kulą | 19,12 m           | [ 4 ]  |
| 2018 | Igrzyska Śródziemnomorskie U23       | Jesolo    | 1        | Pchnięcie kulą | 19,40 m           | [ 5 ]  |
| 2018 | Igrzyska Śródziemnomorskie           | Tarragona | 12       | Pchnięcie kulą | 17,72 m           | [ 6 ]  |
| 2018 | Mistrzostwa Europy                   | Berlin    | elim.    | Pchnięcie kulą | 18,04 m           | [ 7 ]  |
| 2019 | Młodzieżowe Mistrzostwa Europy       | Gävle     | 2        | Pchnięcie kulą | 20,50 m           | [ 8 ]  |
| 2019 | Mistrzostwa Świata                   | Doha      | 13       | Pchnięcie kulą | 20,75 m           | [ 9 ]  |
| 2021 | Igrzyska Olimpijskie                 | Tokio     | elim.    | Pchnięcie kulą | 20,80 m           | [ 10 ] |
| 2021 | Drużynowe Mistrzostwa Europy         | Chorzów   | 2        | Pchnięcie kulą | 20,77 m           | [ 11 ] |
| 2022 | Mistrzostwa Świata                   | Eugene    | elim.    | Pchnięcie kulą | 19,73 m           | [ 12 ] |
| 2022 | Mistrzostwa Europy                   | Monachium | 7        | Pchnięcie kulą | 20,72 m           | [ 13 ] |
| 2022 | Memoriał Kamili Skolimowskiej        | Chorzów   | 8        | Pchnięcie kulą | 20,21 m           | [ 14 ] |
| 2023 | Halowe Mistrzostwa Europy            | Stambuł   | finał    | Pchnięcie kulą | próba niemierzona | [ 15 ] |
| 2023 | Mistrzostwa Świata                   | Budapeszt | 2        | Pchnięcie kulą | 22,34 m           | [ 16 ] |
| 2024 | Halowe Mistrzostwa Świata            | Glasgow   | 3        | Pchnięcie kulą | 21,96 m           | [ 17 ] |
| 2024 | Mistrzostwa Europy                   | Rzym      | 1        | Pchnięcie kulą | 22,45 m           | [ 18 ] |
| 2024 | Igrzyska Olimpijskie                 | Paryż     | 5        | Pchnięcie kulą | 21,70 m           | [ 19 ] |
| 2025 | Halowe Mistrzostwa Europy            | Apeldoorn | elim.    | Pchnięcie kulą | 19,37 m           | [ 20 ] |
| 2025 | Halowe Mistrzostwa Świata            | Nankin    | 4        | Pchnięcie kulą | 21,36 m           |        |